# 창원향교 향안 및 고문서 일괄
창원향교 향안 및 고문서 일괄(昌原鄕校 鄕案 및 古文書 一括)은 대한민국 경상남도 창원시 의창구 소답동에 있는 조선시대 창원향교를 중심으로 향안 초안부터 향안 완성을 보여주는 고문서이다. 2017년 4월 13일 경상남도의 유형문화재 제611호로 지정되었다.

## 개요
창원 향안은 창원향교를 중심으로 향안 초안부터 향안 완성을 보여주는 고문서이다.
우리나라 전체적으로 볼 때 향안 원본이 남아있는 지역이 많지 않는데 창원향교에는 창원향안 및 관련 문서들이 다량으로 소장되어 있다.
향안에는 대개 세족(世族)·현족(顯族)·우족(右族) 등으로 불리는 재지사족(在地士族)들만이 입록 될 수 있다. 또한, 향안에 입록되어야 비로소 양반으로서의 대우는 물론, 좌수(座首)·별감(別監)의 향임에도 선출되고, 지배신분으로 행세할 수 있었다.
조선 전기의 향안은 임진왜란 때 거의 타버려 현존하는 것은 전부 임난 이후 재작성된 것들로 창원향교 향안은 1606년~ 1804년에 걸쳐 관련 내용들이 기록되어 있으며 창원향교와 관련한 지역사 연구를 위한 역사적 가치가 있다고 볼 수 있다.

## 같이 보기
- 창원향교 대성전 - 경상남도 유형문화재 제135호

## 참고 문헌
- 창원향교 향안 및 고문서 일괄 - 국가유산청 국가유산포털